# Shindo 7
Shindo 7 (震度7 (Chấn độ-thất) Shindo-nana) là thang địa chấn mức cao nhất theo hệ thống Thang cường độ địa chấn Nhật Bản. Trước đây, thang địa chấn có mang tên đại động đất, nhưng đã bị bãi bỏ vào năm 1996 sau khi thang shindo được cải tiến. Những khu vực có thang địa chấn shindo 7 thường phân bố ở đồng bằng và bồn trũng nếu có đứt gãy chạy ngầm và có xu hướng ít lan rộng hơn ở vùng núi. Ngoài ra, khi độ sâu của đứt gãy nguồn địa chấn là 20 km hoặc sâu hơn, khó xảy ra động đất với cường độ shindo 7 ngay cả ở khu vực đồng bằng. Hiện tượng gia tốc chuyển động thẳng đứng của địa chấn có thể vượt quá giới hạn của gia tốc trọng trường.